# 亀苓膏

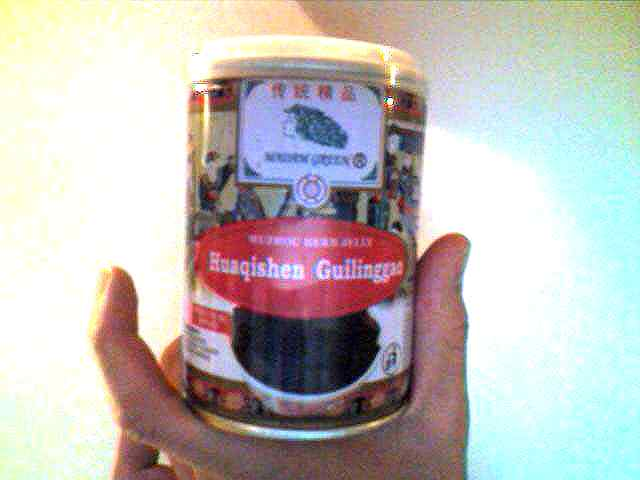
缶詰の亀苓膏

亀苓膏（きれいこう、中国語:グイリンガオ、guīlínggāo）とは、カメの腹甲、ドブクリョウなどの生薬で作る中国（広西、広東、香港）の薬膳、デザートである。
日本語では「亀ゼリー」の通称で呼ばれている。

## 概要
中国南部の香港、広東省、広西チワン族自治区などで食べられている伝統中国医学に基づいた伝統的な食品である。ベトナムでも「カオ・クイリン」（cao quy linh）の名で提供する店がある。
カメの腹側にある腹甲（背側の甲羅をも使う場合もある）を干して粉砕した粉末と、ドブクリョウ（土茯苓）、甘草、仙草（せんそう）、火麻仁（かまにん、アサの実）、スイカズラ（忍冬、にんどう）などの生薬を煎じ、成分を抽出した液を陶器の器に入れて蒸すことで、ゼリー状に固まる。加える生薬の種類や比率は、店やメーカーにより異なる。ドブクリョウではなく、ブクリョウ（茯苓）を使う例もある。香港には美肌に効果があると言われている霊芝（れいし）を加えた霊芝亀苓膏もある。
伝統的にはミスジハコガメ（金銭亀）の腹甲を使用するが、現在ミスジハコガメは深刻な絶滅危惧種であるため、一般に流通している亀苓膏はスッポン系のツチガメを使用している。
亀苓膏はゼラチンを添加し、冷温で固めるゼリーではない。プリンのように加熱されたタンパク質が凝固しゼリー状になるよう、蒸気で蒸して調理される。そのため出来立ての亀苓膏は熱い。香港では、熱い出来立てか、蒸したのち冷蔵庫で冷やした亀苓膏かを選択し注文できる。亀苓膏には甘い味付けはされておらず、一般的には苦く、薬臭く、食べ辛い味と形容される。このため好みによりシロップ、麦芽糖、蜂蜜、エバミルクなどをかけ、口当たりをよくして食べることが多い。
亀苓膏の色が黒いのはカメの甲羅の色ではなく、仙草などの黒い生薬によるものである。カメの甲羅だけの亀苓膏本来の色はこげ茶色である。
香港と中国では亀苓膏の専門店や涼茶鋪と呼ばれる伝統茶の喫茶店、デザート店などで食べる事が出来る。缶詰の亀苓膏と、粉末を水で溶いて作るインスタントの亀苓膏も一般に流通している。

## 効能
美肌と美顔効果、デトックス、便秘、解熱、夏ばて、喉の痛み、痔などさまざまな効能があるとされている。
伝説では同治帝が天然痘の治療に亀苓膏を食べたと言われている。同治帝の病気は亀苓膏の効果でほとんど治り掛けていたが、天然痘の魔除け崇拝で病気が治ると信じていた西太后に説得されて、同治帝は亀苓膏治療法を諦めてしまった。そのことで病が悪化した同治帝は死んでしまった、という逸話がある。